# Сольский, Стефан Михайлович

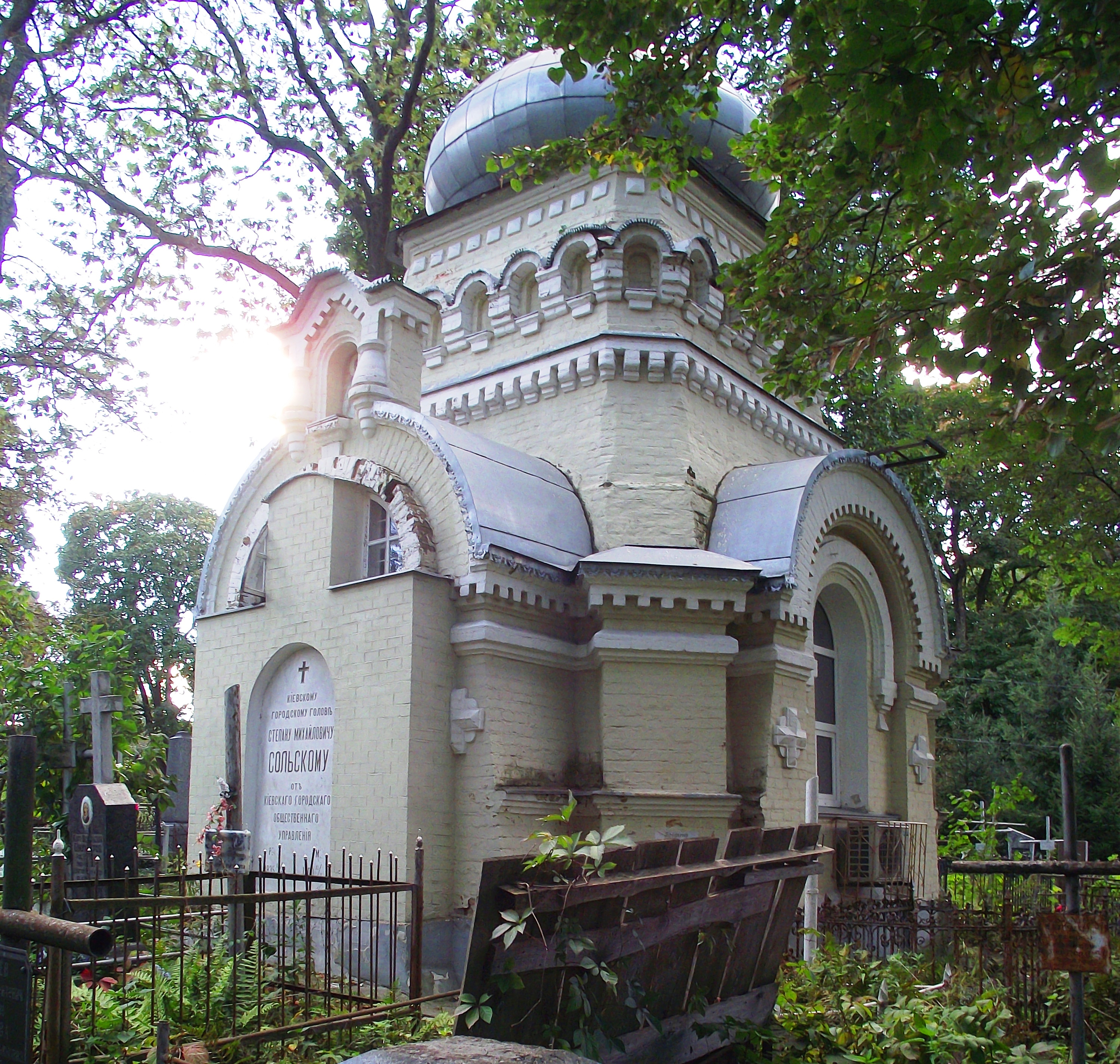
Фамильный склеп Сольских на Лукьяновском кладбище в Киеве

Стефа́н (Степа́н) Миха́йлович Со́льский (1835—1900) — заслуженный ординарный профессор Киевской духовной академии, киевский городской голова в 1887—1900 годах.

## Биография
Родился в семье сельского священника Волынской епархии, по одним сведениям — 27 декабря 1834 (8 января 1835) года, по другим — 27 января (8 февраля) 1835).
Окончил Волынскую духовную семинарию в Кременце (1857) и Киевскую духовную академию (1861).
По окончании духовной академии около трёх лет был учителем Священного Писания в Киевской духовной семинарии, одновременно исполняя обязанности помощника инспектора семинарии. В 1864 году был утвержден в степени магистра богословия и назначен бакалавром Киевской духовной академии по новооткрытой кафедре Священного Писания Нового Завета, а в 1867 году назначен экстраординарным профессором по той же кафедре. В 1877 году публично защитил докторскую диссертацию «Сверхъестественный элемент в новозаветном откровении по свидетельствам Евангелий и посланий апостола Павла», был удостоен степени доктора богословия, а в следующем году утвержден в должности ординарного профессора. 16 сентября 1889 года был избран заслуженным профессором. Занимал кафедру до 25 января 1897 года, а вскоре по увольнении был избран почетным членом академии. Преемником по кафедре Св. Писания Нового Завета стал его ученик Д. И. Богдашевский. Другим известным учеником Сольского был историк церкви Ф. И. Титов.
Помимо прямых обязанностей по должности профессора, в разные годы занимал должности: помощника инспектора (1865—1869), члена и председателя временно-строительного комитета при академии (1875—1879 и 1886—1888) и инспектора академии (1875—1878). Напечатал ряд научных статей в «Трудах Киевской духовной академии» и московском «Православном Обозрении», также публиковался в популярных киевских журналах «Воскресное чтение» и «Руководство для сельских пастырей».
С января 1871 года Степан Сольский избирался гласным Киевской городской думы. 27 марта 1879 года был избран членом городской управы, а 26 апреля того же года утвержден в должности заступающего место городского головы. В 1883 году был избран членом управы на второе четырёхлетие. Наконец, 24 сентября 1887 года был избран в городские головы, каковую должность сохранил до конца своей жизни, будучи дважды переизбираем в 1894 и 1898 годах. Дослужился до чина действительного статского советника, в который был произведён 15 мая 1894 года.
В период правления Степана Сольского началось бурное развитие города: была проложена конно-железная дорога, пущен первый в стране электрический трамвай, появилось электрическое освещение улиц, была проложена канализация. Также были установлены памятники Богдану Хмельницкому и императору Николаю I, открыт известный Театр «Соловцов», закончено строительство Владимирского собора. В 1897 году в Киеве прошла крупная сельскохозяйственная и промышленная выставка.
Степан Михайлович Сольский умер в ночь на 7 (20) ноября 1900 года от грудной жабы. Похоронен 9 ноября на Лукьяновском кладбище, в 1902 году на его на могиле архитектором Эдуардом Брадтманом был сооружён фамильный склеп.
Был награждён орденами: Св. Анны 2-й ст. (1882), Св. Владимира 3-й ст. (1890), Св. Станислава 1-й ст. (1896).

## Сочинения
- Влияние православия на тысячелетнюю жизнь России // Руководство для сельских пастырей. — 1862. — № 36—37.
- Популярное объяснение евангельских притчей // Руководство для сельских пастырей. — 1864—1865.
- Краткий очерк истории Священной библиологии и экзегетики с древнего до позднейшего времени // Труды Киевской духовной академии. — 1866. — № 10—12.
- Употребление и изучение Библии в России // Православное обозрение. — т. 27. — 1868. — № 10—11.
- Обозрение трудов по изучению Библии в России с XV в. до настоящего времени // Православное обозрение. — т. 1. — 1869. — № 2, 4, 6.
- Из чтений по Ветхому Завету // Труды Киевской духовной академии. — 1870. — № 9; там же. — 1871, № 7.
- Сверхъестественный элемент в новозаветном откровении по свидетельствам евангелий и посланий апостола Павла. — Киев, 1877.
- Из лекций по Новому Завету // Труды Киевской духовной академии. — 1877. — № 8; там же. — 1878. — № 5.
- Об участии императора Александра I в издании Библии на русском языке // Труды Киевской духовной академии. — 1878. — № 1.
- О библейском миросозерцании в жизни древне-русского народа // Труды Киевской духовной академии. — 1878. — № 11.
- Апостолы и их вера после явления им воскресшего Господа. — Воскресное чтение. — 1880. — № 16.
- Св. Иоанн Богослов. — Воскресное чтение. — 1880. — № 39.
- Крещение Господне. — Воскресное чтение. — 1881. — № 1.
- Св. апостолы Петр и Павел. — Воскресное чтение. — 1883. — № 27.
- Острожская Библия в связи с целями и видами её издателя // Труды Киевской духовной академии. — 1884. — № 6.
- Каков может быть состав научных введений в книги Св. Писания в наст. время? // Труды Киевской духовной академии. — 1887. — № 3.